# Gerhard Vetter (Fotograf)
Gerhard Vetter (* 2. Dezember 1918 in Eilenburg; † 1. Mai 1971 in Wustrow) war ein deutscher Fotograf.

## Leben
Vetter besuchte zunächst die Mittelschule, um anschließend in Leipzig eine Berufsausbildung zum Fachdrogisten abzuschließen. Mit seiner Einberufung zur Wehrmacht gelang es ihm, an einer Sonderausbildung in Fotografie an der Neubiberger Fliegerbildschule teilzunehmen. Nach dem Zweiten Weltkrieg kam er bis 1948 in Kriegsgefangenschaft. 1951 bestand er seine Facharbeiterprüfung zum Fotografen, zwei Jahre später die Meisterprüfung. In dieser Zeit arbeitete er in der Sommersaison als Fotograf an der Ostsee und beteiligte sich an internationalen Fotoausstellungen.
Zur finanziellen Absicherung seiner künstlerischen Arbeiten war er ab 1952 als Werbe- und Porträtfotograf sowie als Amateurfilmbearbeiter tätig. 1956 zog er nach Wustrow und entdeckte dort seine Leidenschaft für die Natur- und Aktfotografie. Diese wurden in Zeitschriften wie  Das Magazin, Sport-Revue oder Fotografie abgedruckt. In Zusammenarbeit mit dem Hinstorff Verlag in Rostock und dem Petermänken-Verlag in Schwerin entstanden umfangreiche Bildbände von Vetter. Seinen Handwerksbetrieb gab er 1967 auf und widmete sich seitdem nur noch der künstlerischen Bilddarstellung.
Vetter war seit 1940 verheiratet und hatte zwei Söhne. Sein Grab befindet sich auf dem Friedhof in Wustrow.

## Werke
- mit Käthe Miethe: Hiddensee. VEB Hinstorff, 1962.
- mit Herbert Nachbar: Brasilienfahrt. VEB Hinstorff, 1963.
- mit Hermann Glander und Erich Venzmer: Ahrenshoop. Petermänken, 1963.
- mit Martin Müller: Landgang in Madras und Rangun. Impressionen aus Indien und Burma. Fotografiert von Gerhard Vetter. VEB F. A. Brockhaus Verlag, 1967.
- Studien am Strand. VEB Fotokinoverlag, Leipzig 1973.